# 中野みやび
中野 みやび（なかの みやび、2006年1月23日 - ）は、日本の歌手。長良プロダクション所属。

## 略歴
2006年に群馬県に生まれる。民謡ガールズ（のちのWAWAWA）でデビュー。グループ解散後、ソロ・デビュー。
2022年、第10回『全日本歌唱力選手権 歌唱王』（日本テレビ）に、ファイナリスト（2万人以上の中から勝ち残った15人）の一人として出演した。歌唱曲は、Aimerの『残響散歌』。
2023年4月、エミー賞を4度受賞した人気音楽オーディション番組「The Voice」の日本版『The Voice Japan』（テレビ東京）に出場。合格者は自らコーチを選べるという番組のルールに則り、マキシマムザ亮君を指名した。

## 人物
- 好きな動物は猫[5]
- 太田市在住
- 桐生第一高等学校在学[6]。

## ディスコグラフィー
YouTubeオフィシャル・オリジナル曲MV参照
- 崩月
- 渾然